# گاقما دوابزو
گاقما دوابزو (گرجی: გაღმა დვაბზუ) یک روستا در شهرداری ازورگتی ناحیه گوریا در غرب گرجستان است.